# فینال جام حذفی فوتبال ایران ۱۳۷۹
فینال جام حذفی فوتبال ایران ۱۳۷۹ یک بازی فوتبال بود که برای تعیین قهرمان جام حذفی فوتبال ایران ۷۹–۱۳۷۸ برگزار شد. این بازی با شرکت تیم‌های استقلال تهران و بهمن کرج به میزبانی ورزشگاه آزادی تهران در تاریخ ۲۷ خرداد ۱۳۷۹ برگزار شد. استقلال با پیروزی ۳–۱ به مقام قهرمانی رسید. این بازی آخرین بازی تاریخ باشگاه بهمن کرج نیز به شمار می‌رود.

## پیش زمینه
این پنجمین حضور استقلال و سومین حضور بهمن کرج در فینال جام حذفی ایران بود. بهمن کرج پیش زمان برگزاری این بازی امتیازش را به پیکان تهران فروخته بود و بعد از این دیدار منحل شد و از صحنه فوتبال ایران کنار رفت.

## ورزشگاه
ورزشگاه آزادی میزبان این بازی بود. با وجود آن‌که دو تیم از دو شهر مختلف، کرج و تهران، بودند این بازی به صورت تک بازی و بدون دیدارهای رفت و برگشت در ورزشگاهی در شهر تهران برگزار شد.

## حواشی
این نخستین بازی بعد از انقلاب ۱۳۵۷ بود که برگزارکنندگان جام به بازیکنان تیم برنده جام قهرمانی را اهدا کردند. این امر برای پیروی از قوانین فیفا انجام شد. تا پیش از این بازی جام قهرمانی به مدیران باشگاه اهدا می‌شد.

## مسیر تا فینال
جدول زیر مسیر دو تیم تا فینال را نشان می‌دهد. در مراحلی که به صورت رفت و برگشت انجام شده‌اند نتیجه مجموع دو مرحله نوشته شده است.
| استقلال       | استقلال       | مرحله      | بهمن           | بهمن          |
| ------------- | ------------- | ---------- | -------------- | ------------- |
| حریف          | نتیجه         |            | حریف           | نتیجه         |
| مس کرمان      | ۸–۰           | یک شانزدهم |                |               |
| کشاورز تهران  | ۲–۱           | یک‌هشتم     |                |               |
| ایرسوتر نوشهر | ۷–۱           | یک چهارم   | الکتریک دماوند | ۲–۱           |
| سایپا تهران   | ۲–۱           | نیمه نهایی | سپاهان اصفهان  | ۴–۳           |
| صعود به فینال | صعود به فینال | رتبه نهایی | صعود به فینال  | صعود به فینال |

## جزئیات مسابقه
| استقلال                                                    | ۳–۱   | بهمن کرج                  |
| ---------------------------------------------------------- | ----- | ------------------------- |
| نوازی ۴۵' (پنالتی)، ۶۰' · لطیفی ۸۵' · یزدانی · بختیاری‌زاده | گزارش | بخشی‌زاده '؟ · جباری ۳+۹۰' |

| استقلال:       |                    |     |
|                |                    |     |
| ۱              | هادی طباطبایی      |     |
| ۲              | جواد زرینچه (ک)    |     |
| ۲۳             | محمدرضا مهدوی      |     |
| ۱۷             | سهراب بختیاری‌زاده  |     |
| ۷              | ستار همدانی        |     |
| ۸              | محمد نوازی         |     |
| ۲۲             | علیرضا واحدی‌نیکبخت |     |
| ۱۶             | علیرضا اکبرپور     | '۵۵ |
| ۱۵             | احمد مؤمن‌زاده      | '۶۰ |
| ۲۵             | داریوش یزدانی      |     |
|                | بهزاد داداش‌زاده    |     |
| تعویضی‌ها:      |                    |     |
| ۶              | محمود فکری         | '۵۵ |
| ۱۹             | علی لطیفی          | '۶۰ |
| سرمربی:        |                    |     |
| منصور پورحیدری |                    |     |

| بهمن:       |                 |
|             |                 |
|             | مهدی واعظی      |
|             | یوسف بخشی‌زاده   |
|             | سلمان تاجدار    |
|             | محمدرضا طهماسبی |
|             | رضا جباری       |
|             | فرزاد مجیدی     |
|             | یدالله سلیمانی  |
|             | علی نوری        |
|             | ایران           |
|             | ایران           |
|             | ایران           |
| تعویضی‌ها:   |                 |
|             | ایران           |
|             | ایران           |
| سرمربی:     |                 |
| فرهاد کاظمی |                 |

| مقامات رسمی مسابقه - کمک داورها: - رضا فلاح - حاتم بابک‌پور | قوانین بازی - ۹۰ دقیقه - ۳۰ دقیقه وقت اضافه و ضربات پنالتی در صورت لازم - تنها سه تعویض |

## قهرمان
| قهرمان جام حذفی ایران ۷۹–۱۳۷۸ |
| ----------------------------- |
| استقلال تهران                 |
| سومین قهرمانی                 |